# 陳韜 (萬曆進士)
陳韜（？—？），號符治，河南汝宁府息縣人。明朝政治人物。

## 生平
万历四十六年（1618年）戊午科河南乡试第七十二名举人，四十七年（1619年）己未科進士，户部觀政，授山西临晋县知县。

## 家族
曾祖陳仲和。祖父陳思。父陳宗孟。